# 奥利弗·布莱丁
奥利弗·布莱丁（英語：Oliver Bleddyn，2002年1月27日—），澳大利亚男子自行车运动员，2022年大洋洲场地自行车锦标赛男子团体追逐赛金牌得主、2024年夏季奥林匹克运动会男子团体追逐赛金牌得主。